# Nové Město na Moravě (zámek)
Zámek Nové Město na Moravě se nachází na Vratislavově náměstí v Novém Městě na Moravě a dnes je zde umístěna Horácká galerie. Je chráněn jako kulturní památka České republiky.

## Historie
Zámek v Novém Městě na Moravě nechal na místě původní tvrze vystavět Vilém Dubský z Třebomyslic v roce 1589. Z této stavby se dodnes dochoval půdorys a klenby v přízemí. Z půdorysu je zřejmé, že se jednalo o obdélníkovou stavbu s věží uprostřed. V roce 1643, když byl zámek v majetku Šimona Kratzera ze Schönsperka, ho vyloupili Švédové. Po jejich odchodu byl zámek přizpůsoben hospodářským účelům. V roce 1723 jej těžce poškodil požár a postupně pustl, až jej v roce 1745 dala představená správy nadace brněnského Ústavu šlechtičen Miniati di Campoli přebudovat v barokním slohu. Zachován zůstal obdélníkový půdorys, ale areál byl zvětšen a rozšířen, takže vznikl čtyřkřídlý zámek. Také interiér byl zbarokizován a v předním traktu byla zřízena kaple. Přední část sloužila příležitostným pobytům představených správy nadace, zadní část se stala sídlem patrimoniálních úřadů a po roce 1848 správy velkostatku. V roce 1874 došlo k další přestavbě zámku, tentokrát ve stylu neorenesance. Tím se výrazně změnil vzhled průčelí a interiérů a střecha byla pokryta břidlicí.

## Horácká galerie
Dnes zde sídlí Horácká galerie. Dokumentuje dílo nejvýznamnějších osobností regionálního umění. Rozsáhlé soubory pozůstalostí Jana Laudy, Josefa Mařatky, Vincence Makovského, Karla Pokorného, Jana Štursy a jiných autorů byly získány darem nebo odkazem umělců. Součástí sbírkového fondu je soustředěná kolekce hutního skla ze 60. a 70. let 20. století, pocházející z produkce známé sklárny ve Škrdlovicích u Žďáru nad Sázavou.